# Lain García Calvo
Lain García Calvo (Barcelona, 20 de septiembre de 1983) es   un nadador y escritor español. Es el escritor de la serie de libros de crecimiento personal La voz de tu alma.

## Biografía
Nacido en una familia acomodada, dio sus primeras brazadas como nadador a los 6 años. A los 15 años fue diagnosticado de fibromialgia y síndrome de fatiga crónica.
En 2001 logró ser doble campeón de España en la categoría de 50 metros libres y fue finalista de los campeonatos europeos de Viena (2004) y Trieste (2005), y fue seis veces campeón de España como integrante del equipo de relevos (entre 2005 y 2007).
Mediante las series “La Voz de tu Alma” y “Vuélvete Imparable” se hizo de un hueco entre los principales gurús contemporáneos en el campo de la evolución personal y la autoayuda. Sus libros, que han sido traducidos al inglés, francés, alemán e italiano, están en las listas de los más vendidos.

## Nadador y deportista de élite
Se formó en el Club de Natación Sant Andreu y se especializó en pruebas de velocidad. Alcanzó el Campeonato de Cataluña de 50 m libre (2004). En el ámbito estatal ganó cuatro medallas de bronce en esta prueba: una en verano (2002), dos en invierno (2002, 2003) y una en el Abierto (2004), y fue seis veces campeón de España en pruebas de relevos: cuatro en 4 × 50 m libre (verano 2005 y 2006, e invierno 2006 y 2007) y dos en 4 × 100 m libre (invierno 2006, 2007). No participó en la selección nacional española.
Fue finalista de los campeonatos de Europa en Viena (2004) y Trieste (2005).
Fue becado en el Centro de Alto Rendimiento (CAR) de Sant Cugat, Barcelona,  entrenando con deportistas como David Meca, Eduard Lorente o Erika Villaecija.
Fue miembro del equipo de la Universidad Camilo José  Cela, siendo entrenado por el ex campeón europeo y finalista olímpico Bartosz Kizierowski, y compañero de entrenamiento del campeón europeo y medallista mundial  Konrad Czerniak.
Como coach colabora en el programa de radio “Levántate y Cárdenas” de Europa FM (grupo Antena3) y cuenta con un blog de desarrollo personal.

## Polémica
En octubre de 2024 surgió controversia en la opinión pública en torno al coach debido a rumores sobre una supuesta manipulación de la vida profesional y personal de su mujer. Además, varios de sus exseguidores lo acusaron de vender un producto denominado Agua almática, que consideraban un engaño al no cumplir con las promesas anunciadas. La denuncia se hizo pública en el programa Y ahora, Sonsoles, donde el abogado Xaime da Pena, CEO de dP Abogados Consultores, explicó la naturaleza de las acusaciones y detalló los pasos legales que llevaría a cabo en su contra.
Tras la denuncia, el coach retiró el producto de su tienda en línea para evitar más polémica y dio una entrevista en el programa Ni que fuéramos Shhh, en la que desmintió los rumores y expresó su malestar por las acusaciones. Según el empresario, el producto Agua almática no contenía agua, pues se trataba, en realidad, de botellas de vidrio vacías ofrecidas como merchandising para promoción personal. En otra entrevista en Y ahora, Sonsoles, negó cualquier vínculo de su actividad profesional con prácticas pseudocientíficas o de curanderismo.
El 28 de octubre, Xaime da Pena asistió al programa Ni que fuéramos Shhh para responder al empresario y reveló nuevos datos, alegando que algunos pasajes de sus libros habían sido plagiados utilizando ChatGPT.

## Publicaciones
- Como Atraer el Dinero (2016). ISBN: 978-1539140337
- Un milagro en 90 días Vol. 1 (2014) y Vol 2 (2018). ISBN: 978-1535557726 // 978-8460690542
- La voz de tu alma (2018) ISBN: 978-8461716098
- 101 Creencias millonarias (2018). ISBN: 978-8409052912
- Cómo atraer el Amor utilizando la Ley de la Atracción: ¿Es posible cambiar nuestro destino amoroso? (2018). ISBN: 978-1720415787
- La voz de tu alma para niños (2019) ISBN: 978-8409065868